# Montizetes serratus
Montizetes serratus är en kvalsterart som beskrevs av Bayartogtokh 2003. Montizetes serratus ingår i släktet Montizetes och familjen Oribellidae. Inga underarter finns listade i Catalogue of Life.